# Anauel
 (mars 2015).
Anauel est un des 72 anges de la Kabbale qui fait partie de la sphère des Archanges. Son nom signifie Dieu infiniment bon.
Il fait partie des Fils d'Elohim dirigés par l'archange Raphaël. בני אלהים, et participe au processus de Guilgoul.  